# Cardeilhac
Cardeilhac est une commune française située dans l'ouest du département de la Haute-Garonne, en région Occitanie. Sur le plan historique et culturel, la commune est dans le pays de Comminges, correspondant à l’ancien comté de Comminges, circonscription de la province de Gascogne située sur les départements actuels du Gers, de la Haute-Garonne, des Hautes-Pyrénées et de l'Ariège.
Exposée à un climat océanique altéré, elle est drainée par la Nère, le canal de Franquevielle à Cardeilhac, le ruisseau de Marignas, le ruisseau de Sarremezan, le ruisseau du Luz et par divers autres petits cours d'eau. La commune possède un patrimoine naturel remarquable composé de deux zones naturelles d'intérêt écologique, faunistique et floristique.
Cardeilhac est une commune rurale qui compte 258 habitants en 2022, après avoir connu un pic de population de 796 habitants en 1856. Elle fait partie de l'aire d'attraction de Saint-Gaudens. Ses habitants sont appelés les Cardeilhacais ou  Cardeilhacaises.

## Géographie

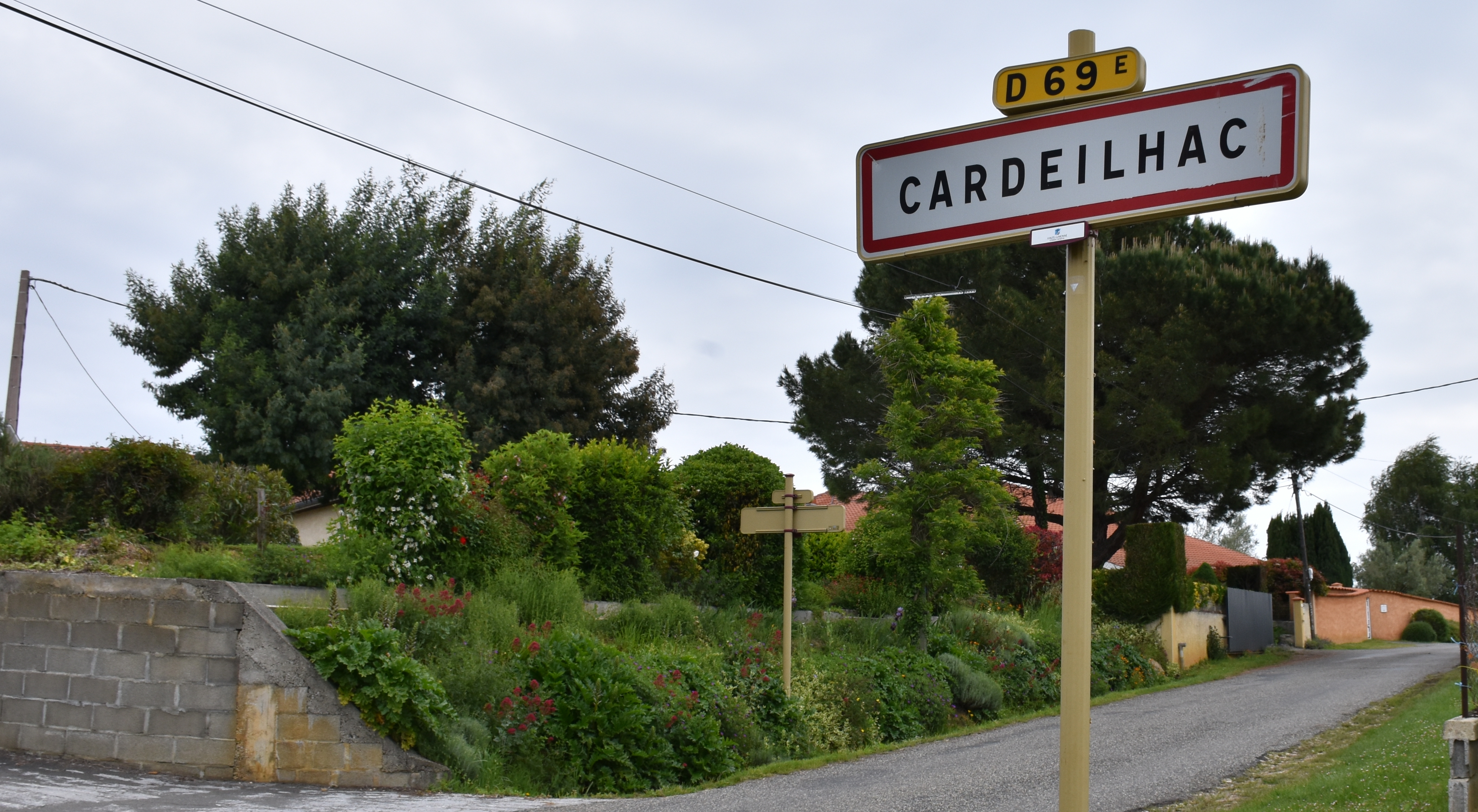
Une entrée de la commune.

### Localisation

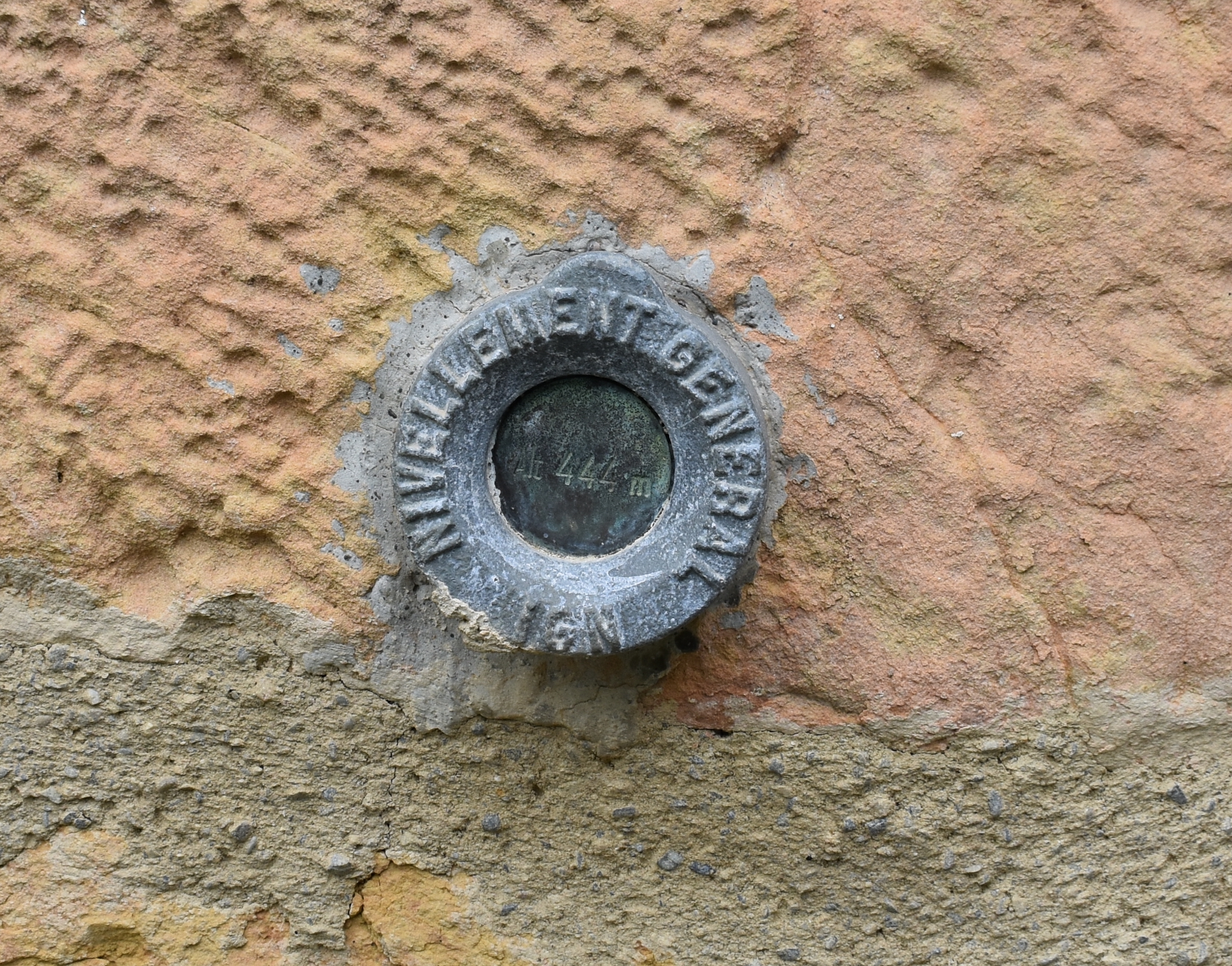
Borne de nivellement sur l'église - Altitude 444 m.

La commune de Cardeilhac se trouve dans le département de la Haute-Garonne, en région Occitanie.
Elle se situe à 76 km à vol d'oiseau de Toulouse, préfecture du département, et à 10 km de Saint-Gaudens, sous-préfecture.
Les communes les plus proches sont : 
Sarremezan (1,8 km), Lalouret-Laffiteau (2,3 km), Charlas (3,3 km), Lodes (3,5 km), Larcan (3,9 km), Lespugue (4,1 km), Saint-Ignan (4,4 km), Saint-Marcet (4,5 km).
Sur le plan historique et culturel, Cardeilhac fait partie du pays de Comminges, correspondant à l’ancien comté de Comminges, circonscription de la province de Gascogne située sur les départements actuels du Gers, de la Haute-Garonne, des Hautes-Pyrénées et de l'Ariège.
Les communes limitrophes sont  Charlas, Lalouret-Laffiteau, Larroque, Lodes, Saint-Lary-Boujean, Saint-Marcet et Sarremezan.
| Sarremezan | Charlas    | Saint-Lary-Boujean |
| Larroque   | Cardeilhac | Saint-Marcet       |
|            | Lodes      | Lalouret-Laffiteau |

### Géologie et relief
La superficie de la commune est de 1 841 hectares ; son altitude varie de 335  à   488 mètres.

### Hydrographie

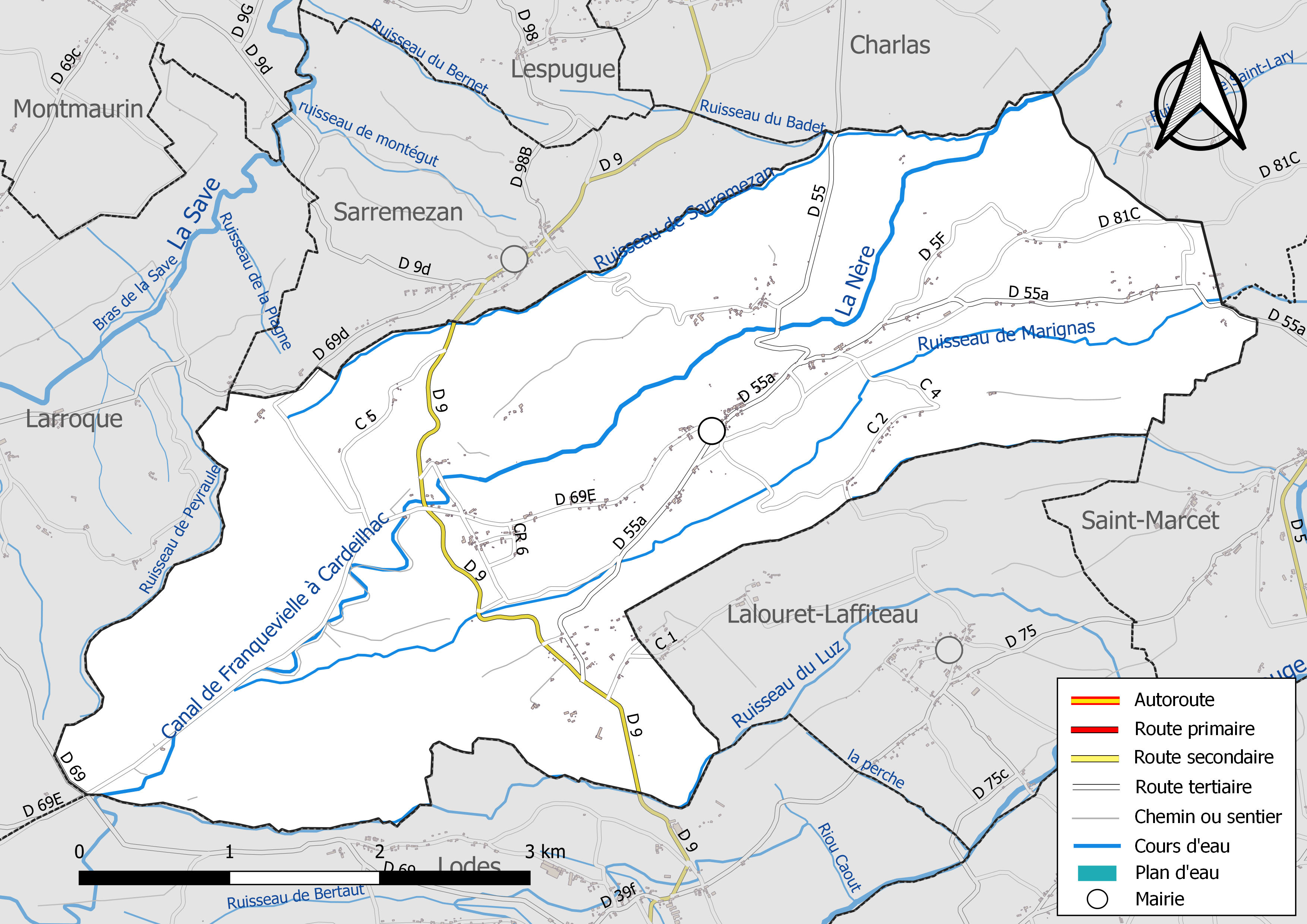
Réseaux hydrographique et routier de Cardeilhac.

La commune est dans le bassin de la Garonne, au sein du bassin hydrographique Adour-Garonne. Elle est drainée par la Nère, le canal de Franquevielle à Cardeilhac, le ruisseau de Marignas, le ruisseau de Sarremezan, le ruisseau du Luz, le ruisseau de Peyraule, le ruisseau du Badet et par un petit cours d'eau, constituant un réseau hydrographique de 25 km de longueur totale,.
La Nère, d'une longueur totale de 33,3 km, prend sa source dans la commune et s'écoule du sud-ouest vers le nord-est. Il traverse la commune et se jette dans la Louge à Montoussin, après avoir traversé 17 communes.
Le canal de Franquevielle à Cardeilhac, d'une longueur totale de 23,2 km, prend sa source dans la commune de Franquevielle et s'écoule du sud-ouest vers le nord-est. Il se jette dans la Nère sur le territoire communal, après avoir traversé 7 communes.

### Climat
Pour des articles plus généraux, voir Climat de l'Occitanie et Climat de la Haute-Garonne.
En 2010, le climat de la commune est de type climat océanique altéré, selon une étude s'appuyant sur une série de données couvrant la période 1971-2000. En 2020, Météo-France publie une typologie des climats de la France métropolitaine dans laquelle la commune est exposée à un climat de montagne ou de marges de montagne et est dans la région climatique Pyrénées centrales, caractérisée par une pluviométrie annuelle de 1 000 à 1 200 mm.
Pour la période 1971-2000, la température annuelle moyenne est de 12,2 °C, avec une amplitude thermique annuelle de 14,7 °C. Le cumul annuel moyen de précipitations est de 959 mm, avec 9,3 jours de précipitations en janvier et 6,8 jours en juillet. Pour la période 1991-2020, la température moyenne annuelle observée sur la station météorologique la plus proche, située sur la commune de Clarac à 12 km à vol d'oiseau, est de 12,5 °C et le cumul annuel moyen de précipitations est de 804,9 mm,. Pour l'avenir, les paramètres climatiques de la commune estimés pour 2050 selon différents scénarios d'émission de gaz à effet de serre sont consultables sur un site dédié publié par Météo-France en novembre 2022.

### Milieux naturels et biodiversité

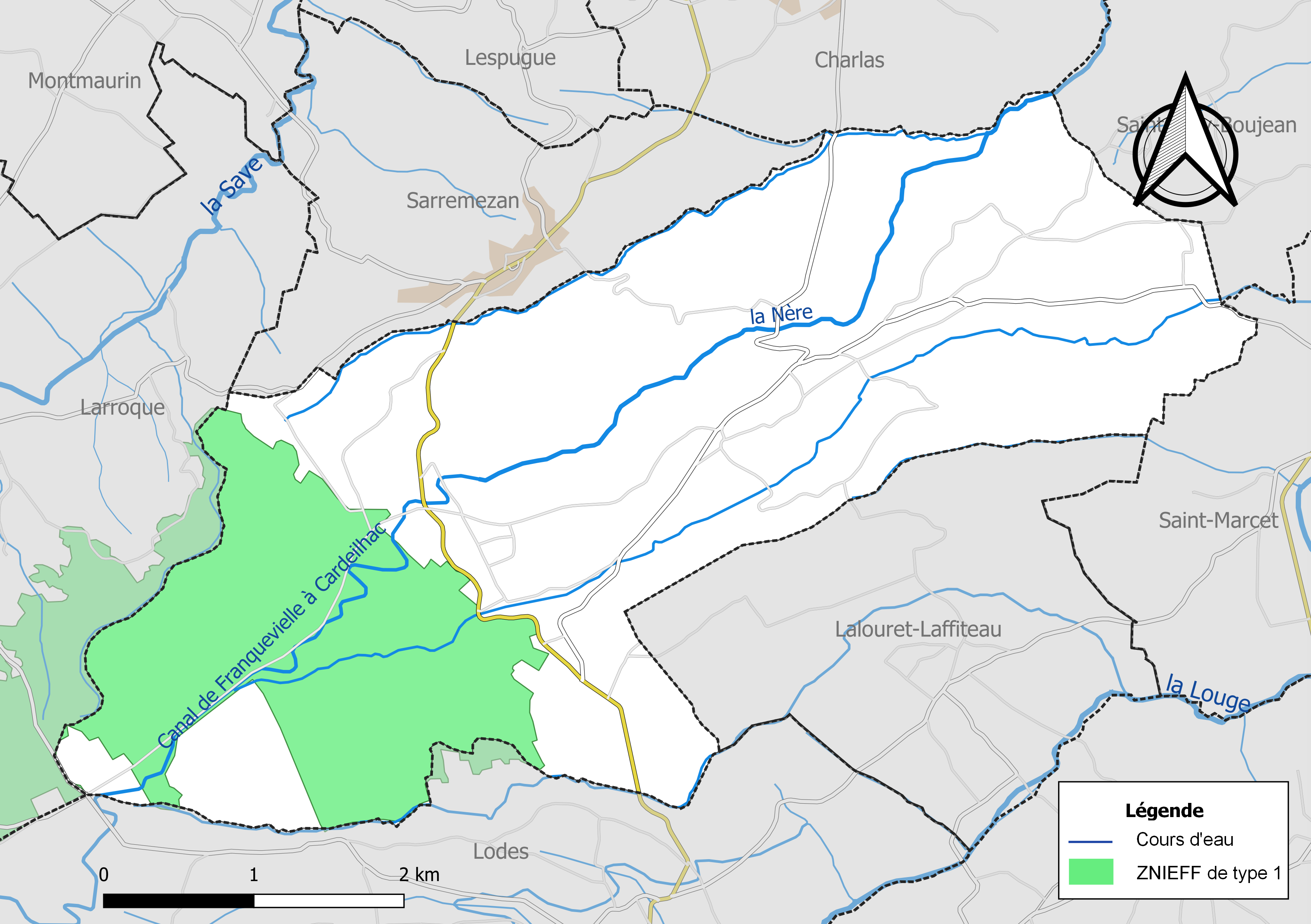
Carte de la ZNIEFF de type 1 localisée sur la commune.

L’inventaire des zones naturelles d'intérêt écologique, faunistique et floristique (ZNIEFF) a pour objectif de réaliser une couverture des zones les plus intéressantes sur le plan écologique, essentiellement dans la perspective d’améliorer la connaissance du patrimoine naturel national et de fournir aux différents décideurs un outil d’aide à la prise en compte de l’environnement dans l’aménagement du territoire.
Une ZNIEFF de type 1 est recensée sur la commune :
la « forêt de Cardeilhac » (593 ha), couvrant 3 communes du département et une ZNIEFF de type 2, : 
les « massifs forestiers de Cardeilhac et de l'Escale » (1 680 ha), couvrant 6 communes du département. Selon Élie Baup, en 2021, le massif de Cardeilhac seul couvre près de 1000 hectares.

## Urbanisme

### Typologie
Au 1er janvier 2024, Cardeilhac est catégorisée commune rurale à habitat très dispersé, selon la nouvelle grille communale de densité à sept niveaux définie par l'Insee en 2022.
Elle est située hors unité urbaine. Par ailleurs la commune fait partie de l'aire d'attraction de Saint-Gaudens, dont elle est une commune de la couronne,. Cette aire, qui regroupe 85 communes, est catégorisée dans les aires de moins de 50 000 habitants,.

### Occupation des sols
L'occupation des sols de la commune, telle qu'elle ressort de la base de données européenne d’occupation biophysique des sols Corine Land Cover (CLC), est marquée par l'importance des territoires agricoles (50,7 % en 2018), une proportion identique à celle de 1990 (50,7 %). La répartition détaillée en 2018 est la suivante : 
forêts (49,3 %), zones agricoles hétérogènes (26,2 %), terres arables (14,6 %), prairies (10 %). L'évolution de l’occupation des sols de la commune et de ses infrastructures peut être observée sur les différentes représentations cartographiques du territoire : la carte de Cassini (XVIIIe siècle), la carte d'état-major (1820-1866) et les cartes ou photos aériennes de l'IGN pour la période actuelle (1950 à aujourd'hui).

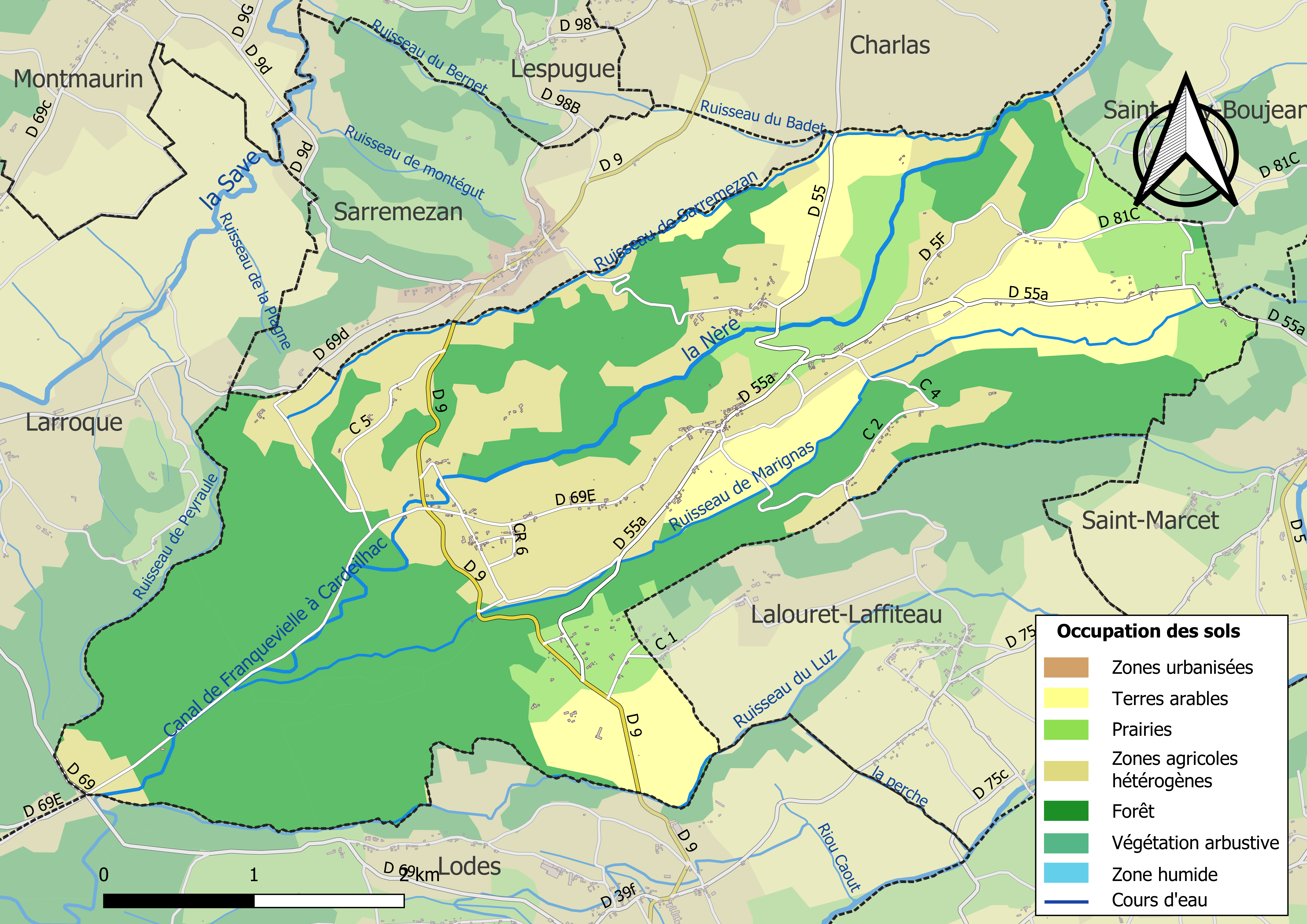
Carte des infrastructures et de l'occupation des sols de la commune en 2018 (CLC).

### Voies de communication et transports
Accès par la ligne régulière de transport interurbain du réseau Arc-en-ciel (anciennement SEMVAT).

### Risques majeurs
Le territoire de la commune de Cardeilhac est vulnérable à différents aléas naturels : météorologiques (tempête, orage, neige, grand froid, canicule ou sécheresse), inondations, feux de forêts et séisme (sismicité modérée). Un site publié par le BRGM permet d'évaluer simplement et rapidement les risques d'un bien localisé soit par son adresse soit par le numéro de sa parcelle.
Certaines parties du territoire communal sont susceptibles d’être affectées par le risque d’inondation par débordement de cours d'eau, notamment le canal de Franquevielle à Cardeilhac. La commune a été reconnue en état de catastrophe naturelle au titre des dommages causés par les inondations et coulées de boue survenues en 1982, 1999 et 2009,.
Un plan départemental de protection des forêts contre les incendies a été approuvé par arrêté préfectoral du 25 septembre 2006. Cardeilhac est exposée au risque de feu de forêt du fait de la présence sur son territoire du massif de Cardeilhac. Il est ainsi défendu aux propriétaires de la commune et à leurs ayants droit de porter ou d’allumer du feu dans l'intérieur et à une distance de 200 mètres des bois, forêts, plantations, reboisements ainsi que des landes. L’écobuage est également interdit, ainsi que les feux de type méchouis et barbecues, à l’exception de ceux prévus dans des installations fixes (non situées sous couvert d'arbres) constituant une dépendance d'habitation,

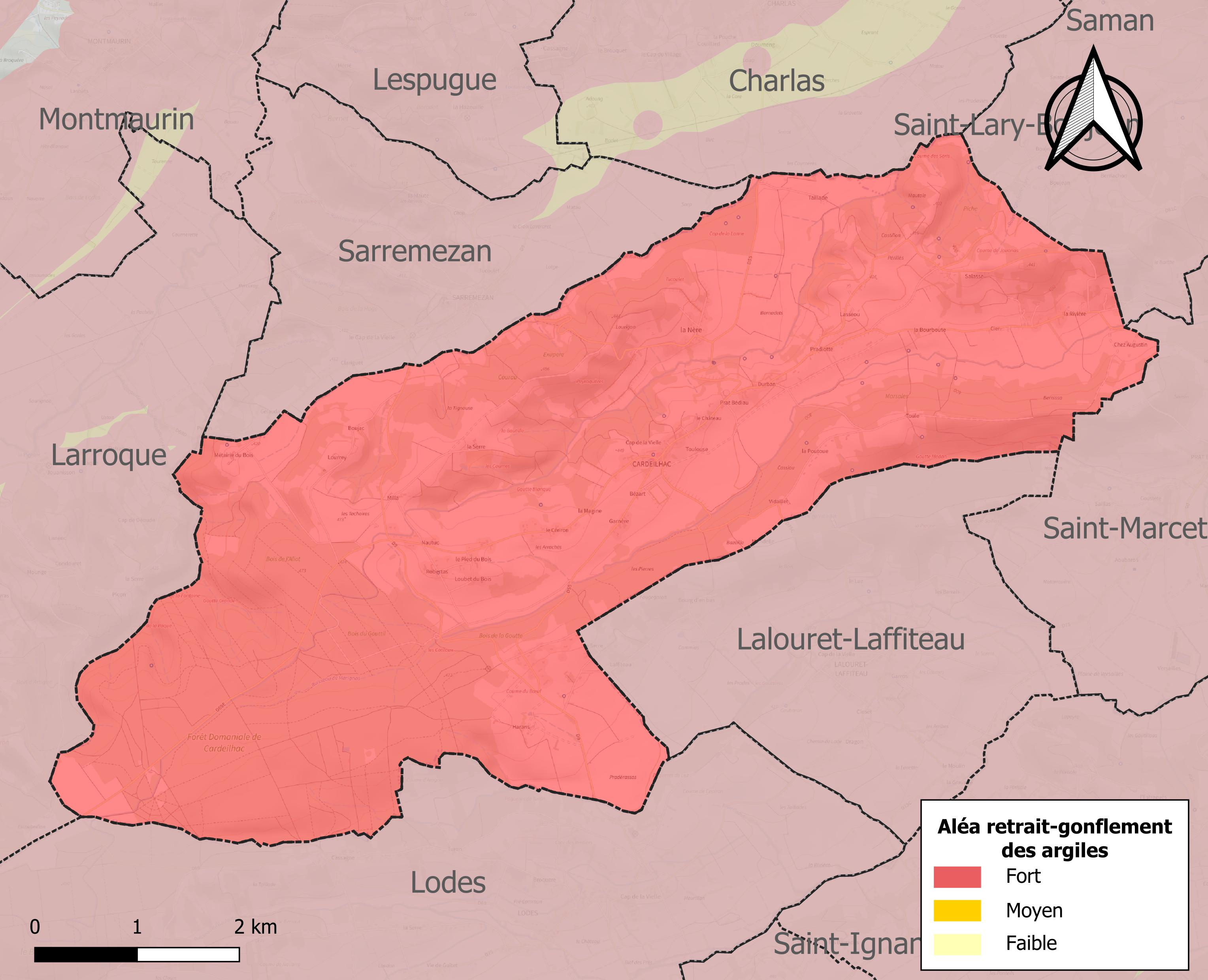
Carte des zones d'aléa retrait-gonflement des sols argileux de Cardeilhac.

Le retrait-gonflement des sols argileux est susceptible d'engendrer des dommages importants aux bâtiments en cas d’alternance de périodes de sécheresse et de pluie. La totalité de la commune est en aléa moyen ou fort (88,8 % au niveau départemental et 48,5 % au niveau national). Sur les 152 bâtiments dénombrés sur la commune en 2019, 152 sont en aléa moyen ou fort, soit 100 %, à comparer aux 98 % au niveau départemental et 54 % au niveau national. Une cartographie de l'exposition du territoire national au retrait gonflement des sols argileux est disponible sur le site du BRGM,.
Par ailleurs, afin de mieux appréhender le risque d’affaissement de terrain, l'inventaire national des cavités souterraines permet de localiser celles situées sur la commune.
Concernant les mouvements de terrains, la commune a été reconnue en état de catastrophe naturelle au titre des dommages causés par la sécheresse en 1989 et par des mouvements de terrain en 1999.

## Histoire
Il existait au Moyen Âge des seigneurs de Cardeilhac, dont le plus ancien connu est Pérégrin de Cardeilhac né vraisemblablement vers 1050 et dont la filiation est connue sur 9 générations en ligne agnatique. Il ne faut pas confondre ces Cardeilhac avec la famille Cardaillac. Les armoiries des Cardeilhac étaient les suivantes : d'azur au chardon à trois têtes arraché d'or. Cette famille semble s'être éteinte avec Cébilie de Cardeilhac - dame et héritière de Cardeilhac- qui épousa Arnaud de Jussan - seigneur de Jussan - en 1321.

## Politique et administration

### Administration municipale
Le nombre d'habitants au recensement de 2011 étant compris entre 100 et 499, le nombre de membres du conseil municipal pour l'élection de 2014 est de onze,.

### Rattachements administratifs et électoraux
Commune faisant partie de la huitième circonscription de la Haute-Garonne, de la communauté de communes Cœur et Coteaux de Comminges et du canton de Saint-Gaudens (avant le redécoupage départemental de 2014, Cardeilhac faisait partie de l'ex-canton de Boulogne-sur-Gesse et avant le 1er janvier 2017 elle faisait partie de la communauté de communes du Boulonnais).

### Tendances politiques et résultats

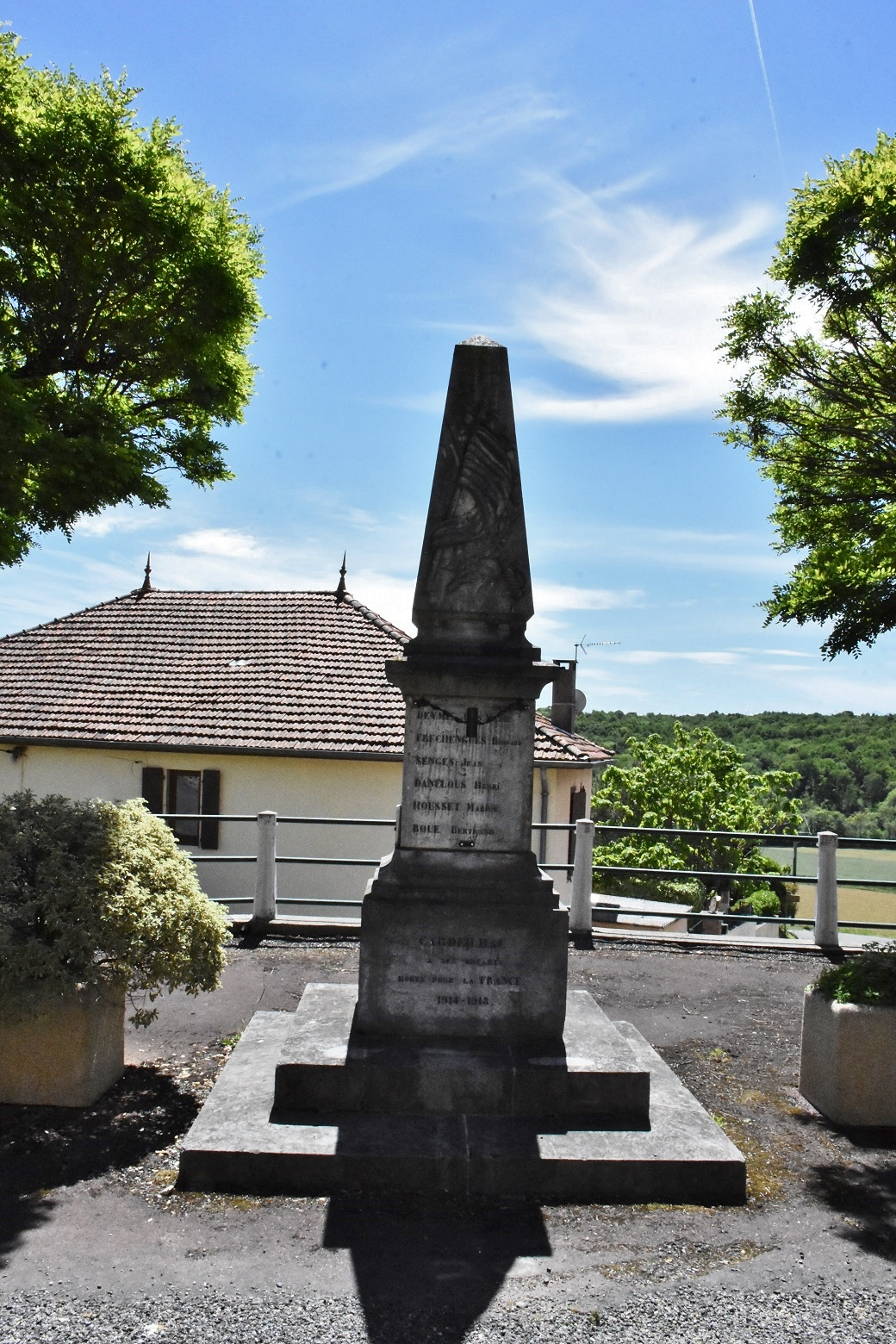
Le monument aux morts.

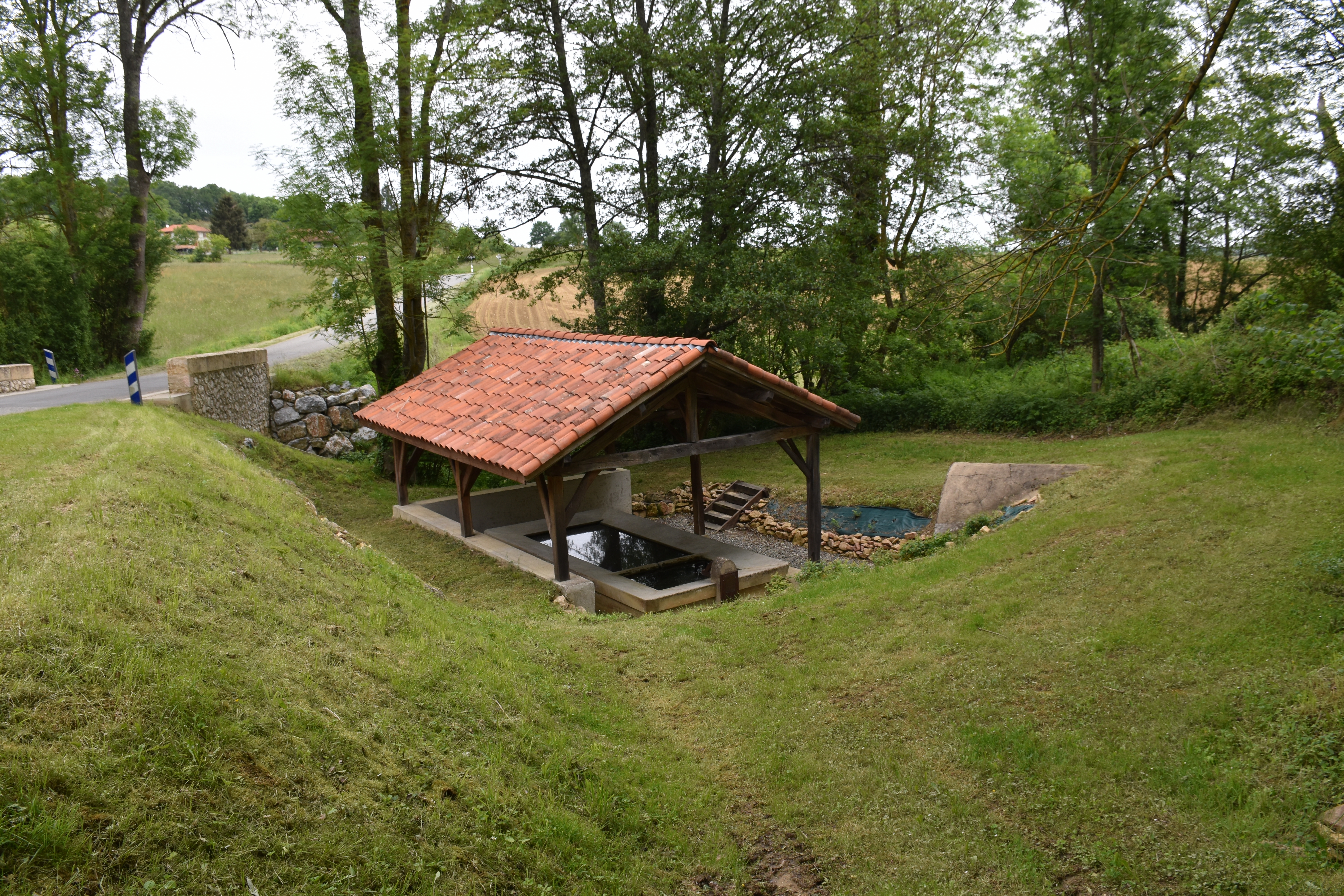
Le lavoir.

### Liste des maires
| Période                                  | Période  | Identité              | Étiquette | Qualité  |
| ---------------------------------------- | -------- | --------------------- | --------- | -------- |
| mars 2001                                | 2014     | Jean-Claude Dubernard |           |          |
| 2014                                     | En cours | Raymond Boyer         | SE        | Retraité |
| Les données manquantes sont à compléter. |          |                       |           |          |

## Population et société

### Démographie
L'évolution du nombre d'habitants est connue à travers les recensements de la population effectués dans la commune depuis 1793. Pour les communes de moins de 10 000 habitants, une enquête de recensement portant sur toute la population est réalisée tous les cinq ans, les populations de référence des années intermédiaires étant quant à elles estimées par interpolation ou extrapolation. Pour la commune, le premier recensement exhaustif entrant dans le cadre du nouveau dispositif a été réalisé en 2006.

En 2022, la commune comptait 258 habitants, en évolution de −4,44 % par rapport à 2016 (Haute-Garonne : +8,02 %, France hors Mayotte : +2,11 %).
| 1793 | 1800 | 1806 | 1821 | 1831 | 1836 | 1841 | 1846 | 1851 |
| ---- | ---- | ---- | ---- | ---- | ---- | ---- | ---- | ---- |
| 544  | 574  | 550  | 593  | 679  | 755  | 745  | 702  | 772  |

| 1856 | 1861 | 1866 | 1872 | 1876 | 1881 | 1886 | 1891 | 1896 |
| ---- | ---- | ---- | ---- | ---- | ---- | ---- | ---- | ---- |
| 796  | 725  | 742  | 656  | 685  | 631  | 627  | 577  | 516  |

| 1901 | 1906 | 1911 | 1921 | 1926 | 1931 | 1936 | 1946 | 1954 |
| ---- | ---- | ---- | ---- | ---- | ---- | ---- | ---- | ---- |
| 521  | 546  | 532  | 514  | 512  | 510  | 512  | 390  | 361  |

| 1962 | 1968 | 1975 | 1982 | 1990 | 1999 | 2006 | 2011 | 2016 |
| ---- | ---- | ---- | ---- | ---- | ---- | ---- | ---- | ---- |
| 363  | 310  | 264  | 232  | 251  | 230  | 252  | 256  | 270  |

| 2021 | 2022 | - | - | - | - | - | - | - |
| ---- | ---- | - | - | - | - | - | - | - |
| 262  | 258  | - | - | - | - | - | - | - |

| selon la population municipale des années : | 1968 | 1975 | 1982 | 1990 | 1999 | 2006 | 2009 | 2013 |
| Rang de la commune dans le département      | 192  | 314  | 279  | 292  | 332  | 332  | 339  | 340  |
| Nombre de communes du département           | 592  | 582  | 586  | 588  | 588  | 588  | 589  | 589  |

### Enseignement
Cardeilhac fait partie de l'académie de Toulouse.

### Activités sportives
Chasse, pétanque, randonnée pédestre.

## Économie

### Revenus
En 2018  (données Insee publiées en septembre 2021), la commune compte 115 ménages fiscaux, regroupant 254 personnes. La médiane du revenu disponible par unité de consommation est de 19 560 € (23 140 € dans le département).

### Emploi
|                | 2008  | 2013  | 2018   |
| -------------- | ----- | ----- | ------ |
| Commune        | 5,7 % | 6,2 % | 10,9 % |
| Département    | 7,7 % | 9,6 % | 9,3 %  |
| France entière | 8,3 % | 10 %  | 10 %   |

En 2018, la population âgée de 15 à 64 ans s'élève à 147 personnes, parmi lesquelles on compte 71,4 % d'actifs (60,5 % ayant un emploi et 10,9 % de chômeurs) et 28,6 % d'inactifs,. En  2018, le taux de chômage communal (au sens du recensement) des 15-64 ans est supérieur à celui du département et de la France, alors qu'en 2008 la situation était inverse.
La commune fait partie de la couronne de l'aire d'attraction de Saint-Gaudens, du fait qu'au moins 15 % des actifs travaillent dans le pôle,. Elle compte 42 emplois en 2018, contre 36 en 2013 et 50 en 2008. Le nombre d'actifs ayant un emploi résidant dans la commune est de 90, soit un indicateur de concentration d'emploi de 46,4 % et un taux d'activité parmi les 15 ans ou plus de 45,7 %.
Sur ces 90 actifs de 15 ans ou plus ayant un emploi, 24 travaillent dans la commune, soit 27 % des habitants. Pour se rendre au travail, 84,4 % des habitants utilisent un véhicule personnel ou de fonction à quatre roues, 8,8 % s'y rendent en deux-roues, à vélo ou à pied et 6,7 % n'ont pas besoin de transport (travail au domicile).

### Activités hors agriculture
21 établissements sont implantés  à Cardeilhac au 31 décembre 2019. Le tableau ci-dessous en détaille le nombre par secteur d'activité et compare les ratios avec ceux du département,.
Le secteur de la construction est prépondérant sur la commune puisqu'il représente 38,1 % du nombre total d'établissements de la commune (8 sur les 21 entreprises implantées  à Cardeilhac), contre 12 % au niveau départemental.

### Agriculture
La commune est dans les « Coteaux de Gascogne », une petite région agricole occupant une partie ouest du département de la Haute-Garonne, constitué d'un relief de cuestas et de vallées peu profondes, creusés par les rivières issues du massif pyrénéen, avec une activité de polyculture et d’élevage. En 2020, l'orientation technico-économique de l'agriculture  sur la commune est la polyculture et/ou le polyélevage.
|               | 1988 | 2000 | 2010 | 2020 |
| ------------- | ---- | ---- | ---- | ---- |
| Exploitations | 44   | 34   | 14   | 15   |
| SAU (ha)      | 924  | 801  | 570  | 774  |

Le nombre d'exploitations agricoles en activité et ayant leur siège dans la commune est passé de 44 lors du recensement agricole de 1988  à 34 en 2000 puis à 14 en 2010 et enfin à 15 en 2020, soit une baisse de 66 % en 32 ans. Le même mouvement est observé à l'échelle du département qui a perdu pendant cette période 57 % de ses exploitations,. La surface agricole utilisée sur la commune a également diminué, passant de 924 ha en 1988 à 774 ha en 2020. Parallèlement la surface agricole utilisée moyenne par exploitation a augmenté, passant de 21 à 52 ha.

## Culture locale et patrimoine

### Lieux et monuments

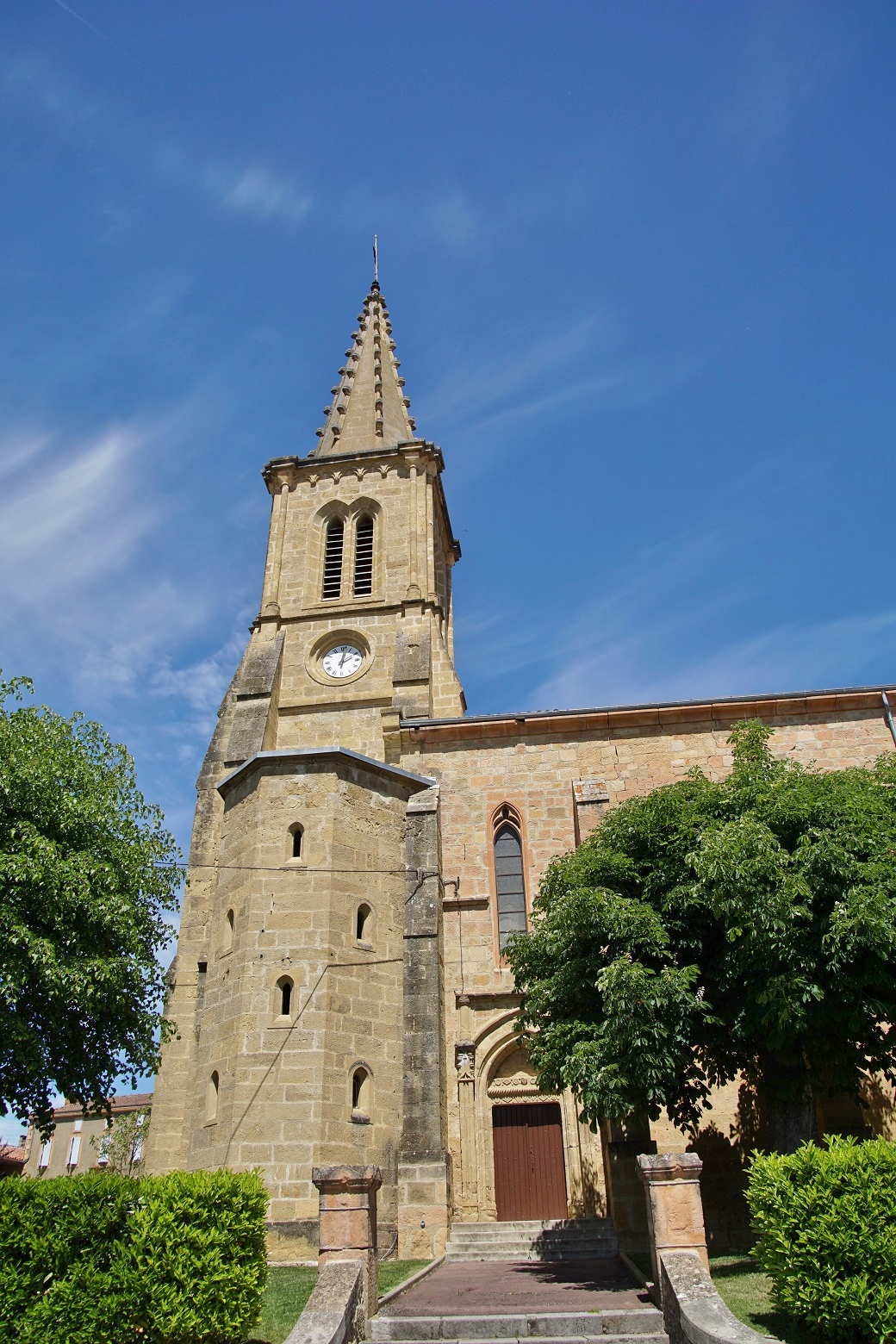
L'église Saint-Vincent de Cardeilhac.

- Forêt de Cardeilhac.
- Église paroissiale Saint-Vincent.

## Héraldique
| Blason de Cardeilhac | Blason  | D'azur au chardon au naturel fleuri de trois pièces de pourpre; à la bordure d'or chargée de huit rocs d'échiquier de sable. |
| Blason de Cardeilhac | Détails | Le statut officiel du blason reste à déterminer.                                                                             |